# Sundtjärnarna (Graninge socken, Ångermanland, 698009-156307)
Sundtjärnarna är en sjö i Sollefteå kommun i Ångermanland och ingår i Indalsälvens huvudavrinningsområde. Sjön har en area på 0,055 kvadratkilometer och ligger 402,3 meter över havet.

## Delavrinningsområde
Sundtjärnarna ingår i det delavrinningsområde (697773-156400) som SMHI kallar för Mynnar i Återvänningssjön. Medelhöjden är 372 meter över havet och ytan är 11,73 kvadratkilometer. Det finns inga avrinningsområden uppströms utan avrinningsområdet är högsta punkten. Vattendraget som avvattnar avrinningsområdet har biflödesordning 3, vilket innebär att vattnet flödar genom totalt 3 vattendrag innan det når havet efter 68 kilometer. Avrinningsområdet består mestadels av skog (80 procent). Avrinningsområdet har 0,48 kvadratkilometer vattenytor vilket ger det en sjöprocent på 4,1 procent.